# 杨文锦
杨文锦（1927年—），又名登格尔叶其力，男，蒙古族，内蒙古鄂托克旗人，中华人民共和国政治人物，曾任青海省人大常委会副主任。